# Fritz Messner (Hockeyspieler)
Friedrich „Fritz“ Messner (* 18. Januar 1912 in Berlin; † 7. November 1945 in Charkiw) war ein deutscher Hockeyspieler.
Fritz Messner spielte für den Berliner SV 92, mit dem er 1940 Deutscher Meister im Hockey wurde. Der Stürmer debütierte 1934 in der deutschen Hockeynationalmannschaft. Bei den Olympischen Spielen 1936 in Berlin wirkte Messner in drei Spielen mit, im Halbfinale gegen die Niederlande erzielte er einen Treffer. Messner war auch im Finale bei der 1:8-Niederlage gegen die damals als unschlagbar geltenden Inder dabei und erhielt mit seinen Mannschaftskameraden die Silbermedaille. Insgesamt wirkte Fritz Messner von 1934 bis 1942 in 28 Länderspielen mit.